# Bremer megye
Bremer megye az Amerikai Egyesült Államokban, azon belül Iowa államban található. Megyeszékhelye és legnagyobb városa Waverly. Lakosainak száma 24 988 fő (2020. április 1.). Bremer megye Chickasaw, Black Hawk, Floyd, Butler, Fayette és Buchanan megyékkel határos.

## Népesség
A megye népességének változása:
| Lakosok száma | 24 284 | 24 371 | 24 472 | 24 624 | 24 722 | 24 988 |
|               | 2010   | 2011   | 2012   | 2013   | 2015   | 2020   |